# 32110 Wendycaldwell
32110 Wendycaldwell este o planetă minoră (asteroid) din centura de asteroizi. A fost descoperită pe 28 mai 2000 la Stația Anderson Mesa de Lowell Observatory Near-Earth-Object Search. 
Obiectul prezintă o orbită caracterizată de o semiaxă mare de 2,6425256 UAi, o excentricitate de 0,21, o înclinație de 13,75292 ° în raport cu ecliptica.